# Uldfjer
Uldfjer blev brugt i perioden mellem 1700 og 1950[kilde mangler], som pynt på militære hovedbeklædninger.
Uldfjer beskrives som værende cylinderformede duske af uld, som altså blev sat fast på disse hovedbeklædninger. 

## Ekstern henvisning
- Uldfjer — ODS

| Tøj | Spire Denne artikel om tøj, sko eller lignende er en spire som bør udbygges. Du er velkommen til at hjælpe Wikipedia ved at udvide den. |